# Model de Dewar-Chatt-Duncanson

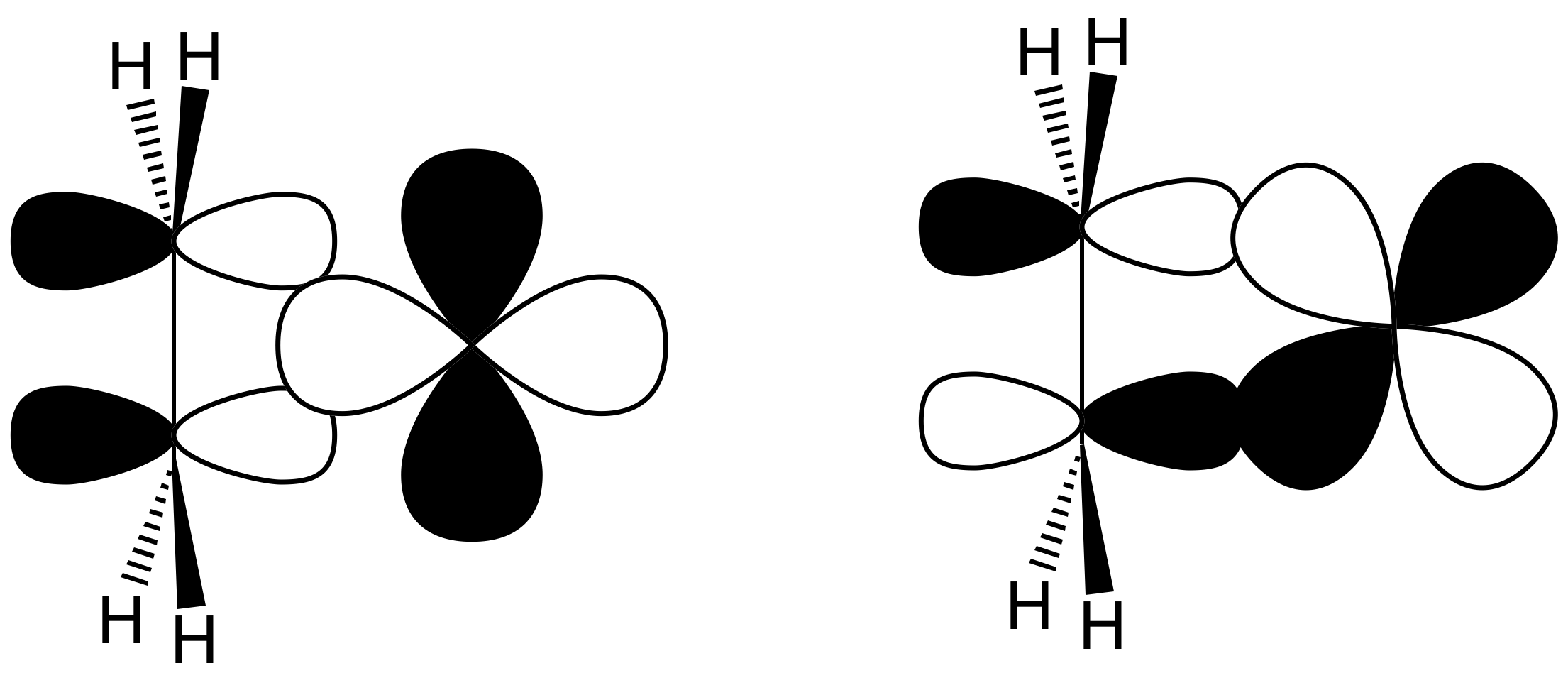
Interaccions orbitals en un complex de metall-etilè. A l'esquerra, un orbital π ple en C₂H₄ superposa amb un buit orbital d en el metall. A la dreta, un buit orbital π antienllaç al C₂H₄ superposa amb un ompliment de l'orbital d en el metall

El model Dewar–Chatt–Duncanson és un model en química organometàl·lica que explica el tipus d'enllaç químic entre un alquè i un metall (complex π) en certs compostos organometàl·lics. El model és anomenat després que Michael J. S. Dewar, Joseph Chatt i L. A. Duncanson.
L'alquè àcid π dona densitat electrònica en un orbital "d" del metall a partir de la simetria π de l'Orbital molecular entre els àtoms de carboni. El metall retrodona electrons a partir d'un orbital d ple diferent a l'Orbital d'antienllaç. Tots dos efectes tendeixen a reduir l'ordre d'enllaç carboni-carboni, conduint a una distància C-C elongada i la disminució de la seva freqüència vibracional.
En la sal de Zeise, K[PtCl3C2H4)].H2O, la longitud de vincle C-C ha augmentat a 134 picometres de 133 pm en l'etilè. En el compost de níquel Ni(CH2CH2)(PPh3)2, el valor és 143 pm.
La interacció també causa que els àtoms de carboni es "rehibrideixen", de sp2 a sp3, el que està indicat per la flexió dels àtoms d'hidrogen en l'etilè en direcció oposada al metall. Els càlculs in silico mostren que el 75% de l'energia d'enllaç es deu a la donació directa, i el 25% a la retrodonació. Aquest model és una manifestació específica del model més general de retrodonació π.